# Museo Arqueológico de Butrinto
El Museo Arqueológico de Butrinto es un museo ubicado en una antigua fortaleza de época veneciana, en la acrópolis de la antigua ciudad de Butrinto, en Albania.
Se trata de un museo que se fundó hacia 1950 con los materiales encontrados en esta antigua ciudad por arqueólogos italianos bajo la dirección de Luigi Maria Ugolini. La colección  se amplió con los hallazgos que posteriormente realizaron los arqueólogos albaneses.
El museo contiene una colección de objetos que permite exponer la historia de la antigua ciudad de Butrinto y de la región situada en torno a ella entre la prehistoria y la Edad Media. Entre ellos se encuentran estatuas, inscripciones epigráficas, monedas y objetos de la vida cotidiana.

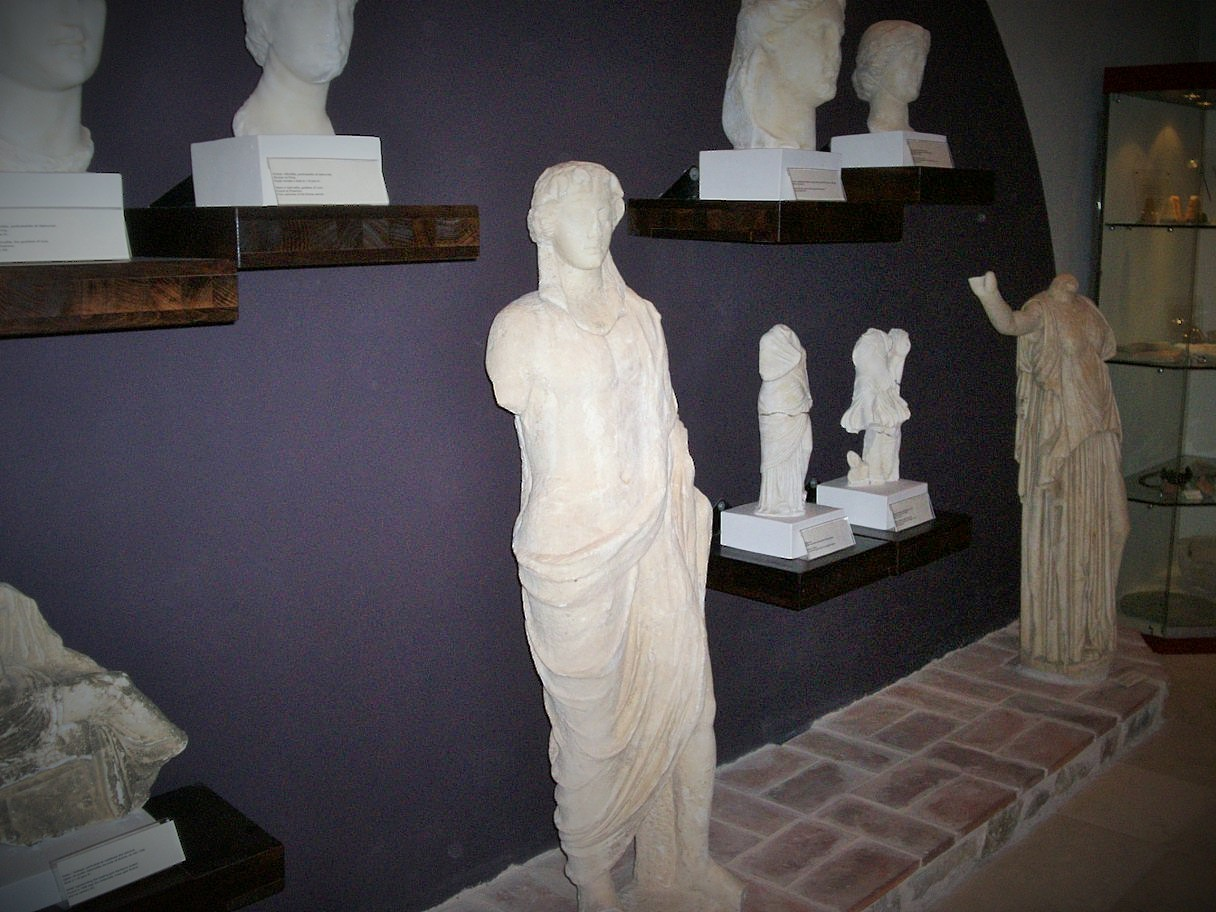
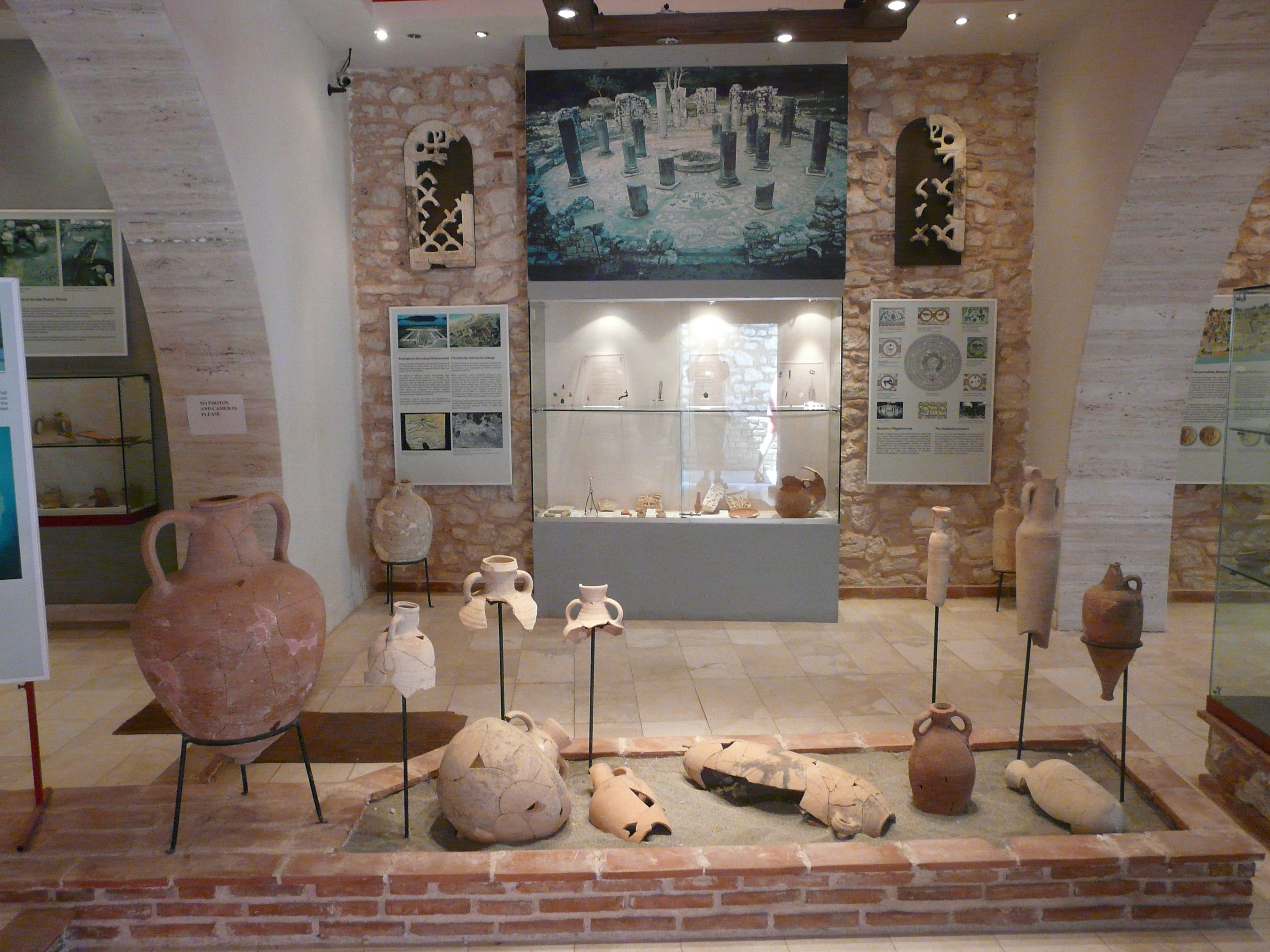
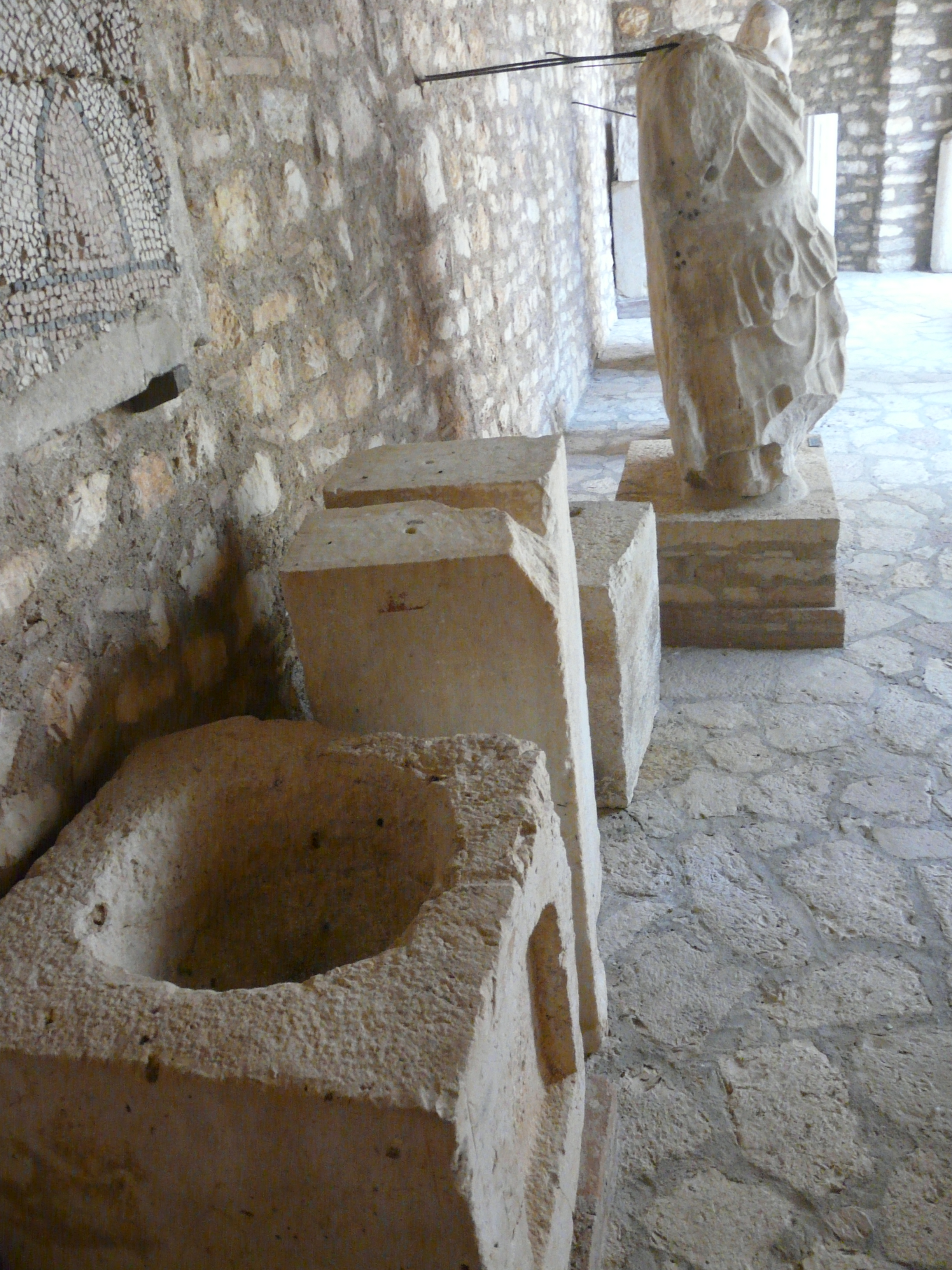
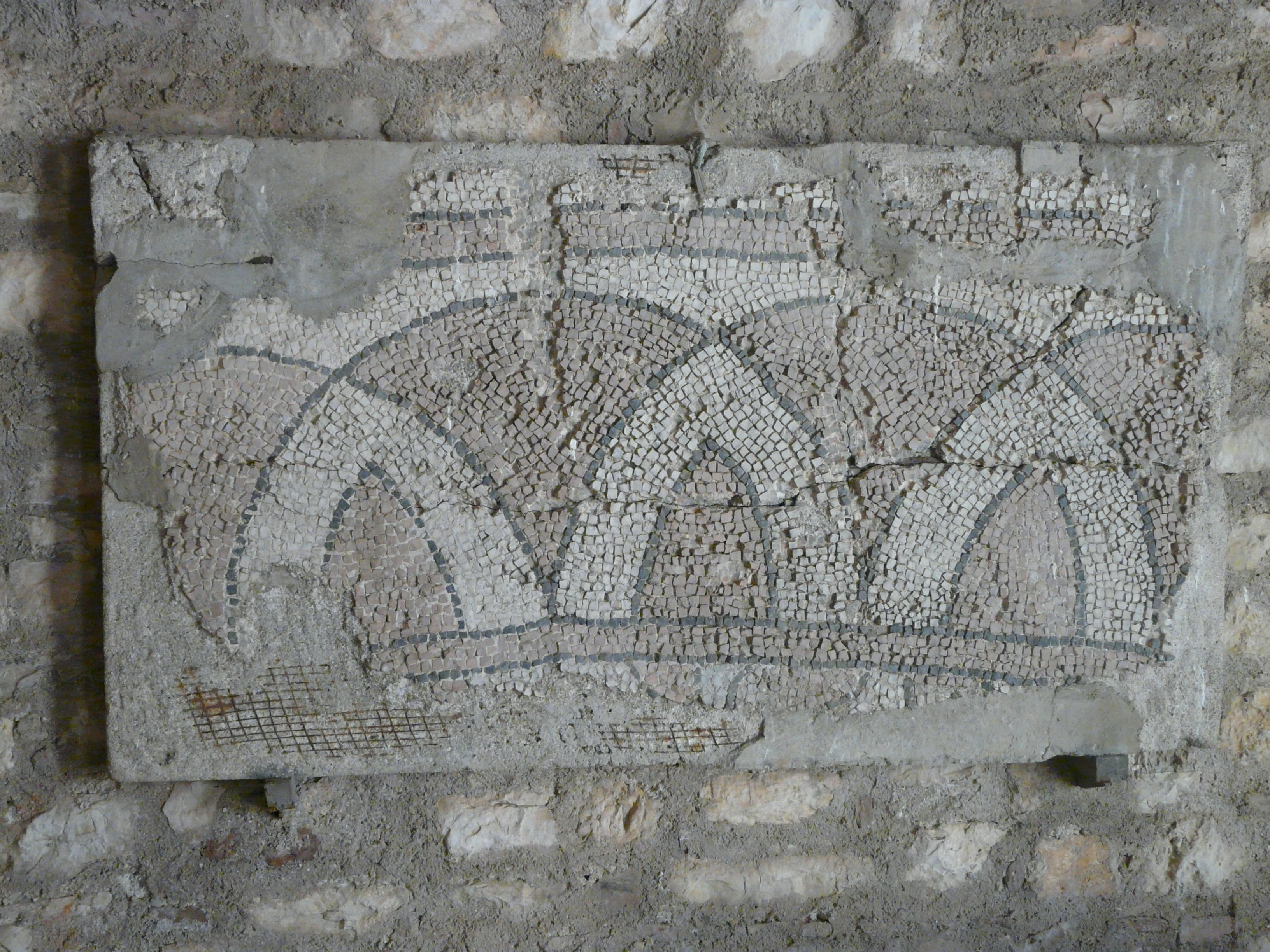